# Glomerales
Glomerales es un orden de hongos simbióticos de la clase Glomeromycetes. Estos hongos son todos mutualistas biotrópicos. La mayoría forman micorrizas arbusculares para intercambiar nutrientes con las plantas. Producen grandes (0,1-0,5 mm) esporas (azigosporas y clamidosporas) con miles de núcleos. Frecuentemente se les llama informalmente "glomales". Su registro fósil se remonta al período Ordovícico (hace 460 millones de años).